# Fernando Costanza
Fernando Costanza (ur. 29 listopada 1998 w Rio de Janeiro) – brazylijski piłkarz występujący na pozycji prawego obrońcy w mołdawskim klubie Sheriff Tyraspol.

## Sukcesy

### Klubowe
Sheriff Tyraspol
- Mistrz Mołdawii: 2020/2021